# راز بزرگ (کتاب دیاس دمورایس)
راز بزرگ  کتابی از آنتونیتا دیاس دمورایس با ترجمهٔ فاطمه زهروی است که در سال ۱۳۶۴ منتشر و در مراسم کتاب سال جمهوری اسلامی ایران به‌عنوان کتاب برگزیده معرفی شد.